# Aperileptus bellulus
Aperileptus bellulus är en stekelart som beskrevs av Dasch 1992. Aperileptus bellulus ingår i släktet Aperileptus och familjen brokparasitsteklar. Inga underarter finns listade i Catalogue of Life.